# Малиновский, Игорь Владимирович
Игорь Владимирович Малиновский (род. 6 ноября 1977, Свердловск) — российский и австрийский скрипач и музыкальный педагог.

## Начало карьеры
Родился в Свердловске. Начал играть на скрипке в шестилетнем возрасте в классе проф. Владимира Мильштайна при Уральской консерватории. В 1990 году в 13 лет стал лауреатом (Первая премия) и обладателем Гран-при Международного конкурса скрипачей имени Дягилева в Москве. В 1991 году — призёром Международного конкурса скрипачей имени Венявского в Люблине.
В 1992 году Малиновский переехал в Вену (Австрия), где продолжил музыкальное образование в Университете музыки и исполнительского искусства у проф. Доры Шварцберг и проф. Герхарда Шульца. С 1998 года учился в высшей школе музыки в Кёльне у проф. Захара Брона.

## Исполнительская деятельность
Игорь Малиновский выступал как солист с такими коллективами как Musikverein и Венский Концертхаус в Вене, Kongresshalle в Люцерне, оркестр Загребской филармонии и Академический симфонический оркестр Московской филармонии и принимал участие в многочисленных турне по странам Азии, Америки и Европы.
С 2002 по 2005 год был первым концертмейстером в государственном оркестре Баварии под руководством генерального музыкального директора Зубина Меты. С 2005 по 2009 год был первым концертмейстером в оркестре Komische Oper в Берлине под руководством музыкального директора Кирилла Петренко, а также первым концертмейстером в оркестре Palau de les Arts Reina Sofia в Валенсии под руководством генерального музыкального директора Лорина Маазеля.
Неоднократно получал приглашения выступать в качестве концертмейстера с такими оркестрами, как Нью-Йоркский филармонический оркестр, Нюрнбергский филармонический оркестр, оркестр Артуро Тосканини,Симфонический оркестр Баварского радио,оркестр государственной Капеллы Дрездена, оркестр Франкфуртской оперы.
C 2009 года занимает пост профессора по классу скрипки Высшей школы музыки имени Карла Марии фон Вебера в Дрездене.

## Победы в международных конкурсах
- Приз в первом интернациональном конкурсе скрипачей «Madeira-Music-Festival» (Португалия,2002)
- Финалист и призёр международного конкурса Пабло Сарасате (Памплона, Испания, 2001)
- Призёр международного конкурса "Fritz Kreisler "(Австрия, Вена, 1996)
- Приз в международном конкурсе"Rodolfo Lipizer" (Италия, 1994)
- Приз в международном конкурсе Демидова (Россия, 1993)
- Премия в международном конкурсе Менухина (Фолькстон, Англия, 1993)
- Призёр международного конкурса Венявского(Люблин, Польша, 1991)
- Приз и Гран-при в Дягилевском фестивале (Москва,Россия, 1990)

За особые заслуги перед государством Австрия в 1995 году получил австрийское гражданство.